# São Bernardo do Campo
São Bernardo do Campo es un municipio brasileño del estado de São Paulo, en la Región Inmediata de São Paulo. Pertenece a la Zona Sudeste del Gran São Paulo, de acuerdo con la ley estatal nº 1.139, de 16 de junio de 2011 y, en consecuencia, con el Plan de Desarrollo Urbano Integrado de la Región Metropolitana de São Paulo (PDUI), y también a la región no oficial de Grande ABC.
Se encuentra ubicado a una latitud de 23° 41' 38" Sur y una longitud de 46° 33' 54" Oeste. Su población estimada para el año 2008 era de 878.580 habitantes.
Esta importante región industrial, ocupa una superficie de 406,18 km², y forma parte del "Gran São Paulo" (Área metropolitana de la ciudad de São Paulo).